# Augustinern 35 (Quedlinburg)

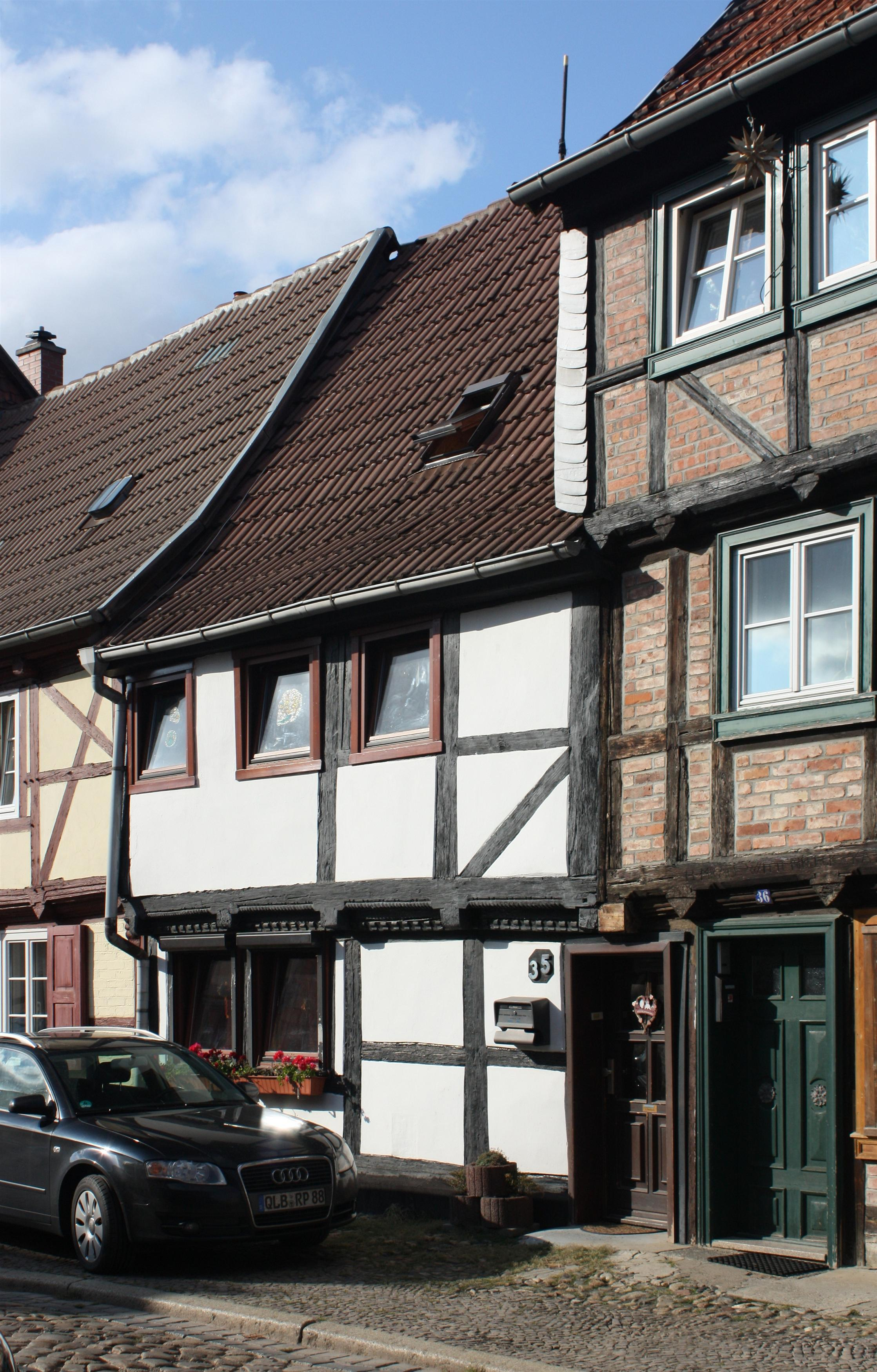
Haus Augustinern 35

Das Haus Augustinern 35 ist ein denkmalgeschütztes Gebäude in der Stadt Quedlinburg in Sachsen-Anhalt.
Es befindet sich im nördlichen Teil der historischen Quedlinburger Neustadt und gehört zum UNESCO-Weltkulturerbe. Im Quedlinburger Denkmalverzeichnis ist es als Wohnhaus eingetragen. Westlich grenzt das gleichfalls denkmalgeschützte Haus Augustinern 34, östlich das Haus Augustinern 36 an.

## Architektur und Geschichte

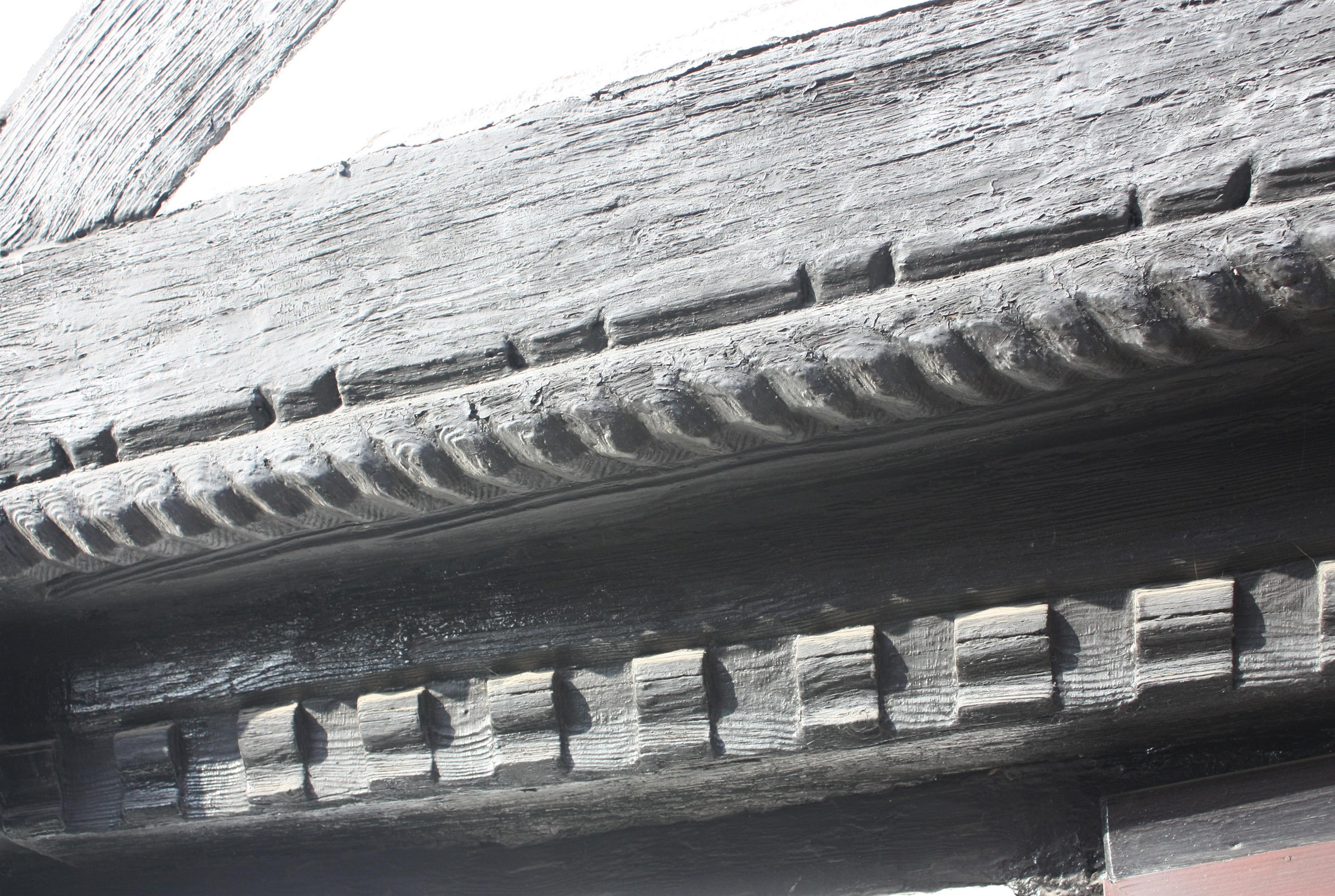
Taustab

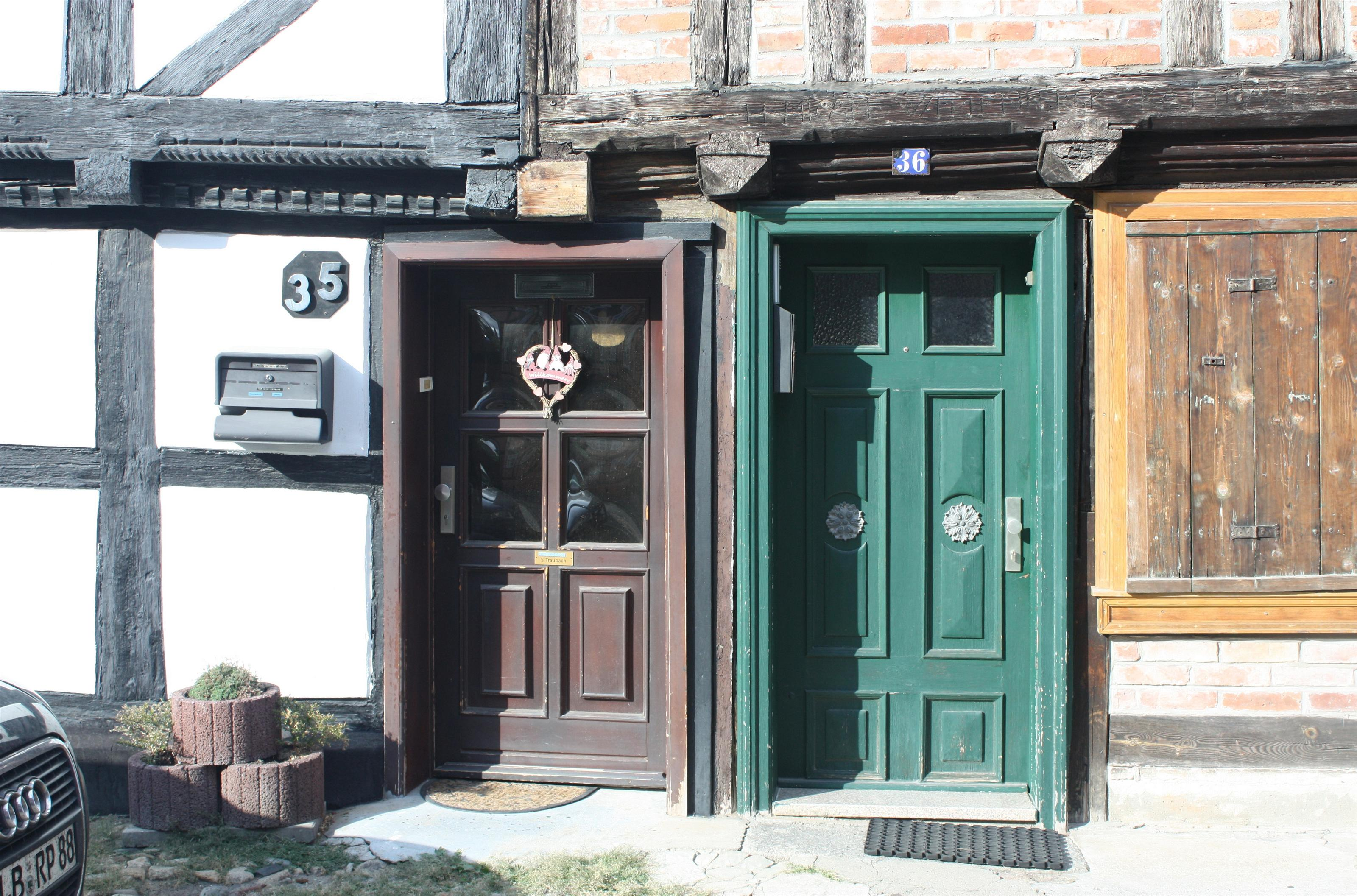
Links die in den Teil des Hauses Augustinern 36 übergehende Haustür des Hauses Augustinern 35

Die Fassade des Fachwerkhauses ist mit Verzierungen aus der Zeit der Spätrenaissance versehen. So finden sich an der Stockschwelle Taustäbe sowie Konsolfriese an den Füllhölzern. Bemerkenswert ist die Positionierung der Haustür des Gebäudes zwischen Hausnummer 35 und 36. Wahrscheinlich gehörten die Grundstücke zeitweise zueinander.